# Coleophora flavovena
Coleophora flavovena é uma espécie de mariposa do gênero Coleophora pertencente à família Coleophoridae.